# Spoorlijn Leipzig - Hof
De spoorlijn Leipzig Bayer Bf - Hof Hbf is een Duitse spoorlijn als spoorlijn 6362 onder beheer van DB Netze.

## Geschiedenis
Het traject werd door de Sächsisch-Baiersche Eisenbahn-Compagnie in fases geopend.
- 19 september 1842: Leipzig Bayer Bf - Altenburg
- 15 maart 1844: Altenburg - Crimmitschau
- 18 september 1845: Crimmitschau - Werdau
- 31 mei 1846: Werdau - Reichenbach
- 20 november 1848: Plauen - Hof Hbf
- 15 juli 1851: Reichenbach - Plauen

## Treindiensten

### Deutsche Bahn
De Deutsche Bahn verzorgt het personenvervoer op dit traject met RE- en RB-treinen.

### MRB
De Mitteldeutsche Regiobahn (MRB) verzorgt het personenvervoer op dit traject met RB treinen tussen Leipzig en Neukieritzsch.

### Vogtlandbahn
De Vogtlandbahn verzorgt het personenvervoer op dit traject met RB-treinen tussen Werdau/Zwickau, Plauen (Vogtl.) en Hof.

## Aansluitingen
In de volgende plaatsen is of was er een aansluiting van de volgende spoorlijnen:

### Leipzig
- Leipzig - Dessau, spoorlijn tussen Leipzig via Bitterfeld en Dessau
- Leipzig - Dresden, spoorlijn tussen Leipzig en Dresden
- Maagdenburg - Leipzig, spoorlijn van Leipzig via Halle naar Maagdenburg
- Leipzig - Geithain, spoorlijn tussen Leipzig en Geithain
- Leipzig - Saalfeld, spoorlijn tussen Leipzig-Leutzsch en Saalfeld via Gera
- Leipzig - Großkorbetha, spoorlijn tussen Leipzig en Großenkorbetha (en Erfurt via Weißenfels)
- Leipzig - Eilenburg, spoorlijn tussen Leipzig en Eilenburg
- Engelsdorf - Leipzig-Wahren, spoorlijn tussen Leipzig-Wahren en Engelsdorf
- Erfurt - Halle/Leipzig, Hogesnelheidslijn tussen (Nürnberg -) Erfurt en Leipzig met zijlijn naar Halle
- Leipziger Güterring, goederen spoorlijn rond Leipzig
- Leipziger Verkehrsbetriebe (LVB), stadstram in en rond de stad Leipzig

### Gaschwitz
- Leipzig-Plagwitz - Gaschwitz, spoorlijn tussen Leipzig-Plagwitz en Gaschwitz
- Gaschwitz - Meuselwitz, spoorlijn tussen Gaschwitz en Meuselwitz

### Böhlen
Böhlen (bij Leipzig)
- Böhlen - Espenhain, spoorlijn tussen Böhlen en Espenhain

### Neukieritzsch
- Pegau - Neukieritzsch, spoorlijn tussen Pegau en Neukieritzsch
- Neukieritzsch - Chemnitz, spoorlijn tussen Neukieritzsch en Chemnitz

### Gößnitz
- Glauchau-Schönbörnchen - Gößnitz, spoorlijn tussen Glauchau-Schönbörnchen en Gößnitz
- Gößnitz - Gera, spoorlijn tussen Gößnitz en Gera

### Werdau
- Werdau - Weida - Mehltheuer, spoorlijn tussen Werdau via Weida en Mehltheuer
- Dresden Hbf - Werdau Bogendreieck, spoorlijn tussen Dresden Hbf, Chemnitz Hbf en Werdau Bogendreieck

### Plauen (Vogtl.) oberer Banhof
- Plauen - Cheb, spoorlijn tussen Plauen en Cheb via Bad Brambach (zie ook: Spoorlijn 147 (Tsjechië))

### Mehltheuer
- Werdau - Weida - Mehltheuer, spoorlijn tussen Werdau via Weida en Mehltheuer

### Hof
- Bamberg - Hof, spoorlijn tussen Bamberg en Hof
- Hof - Bad Steben, spoorlijn tussen Hof en Bad Steben

## Elektrische tractie
Het traject tussen Leipzig en Reichenbach (Vogtl) werd geëlektrificeerd met een spanning van 15.000 volt 16⅔ Hz wisselstroom, tussen Reichenbach (Vogtl) en Hof gepland in 2011-2013.

## Afbeeldingen

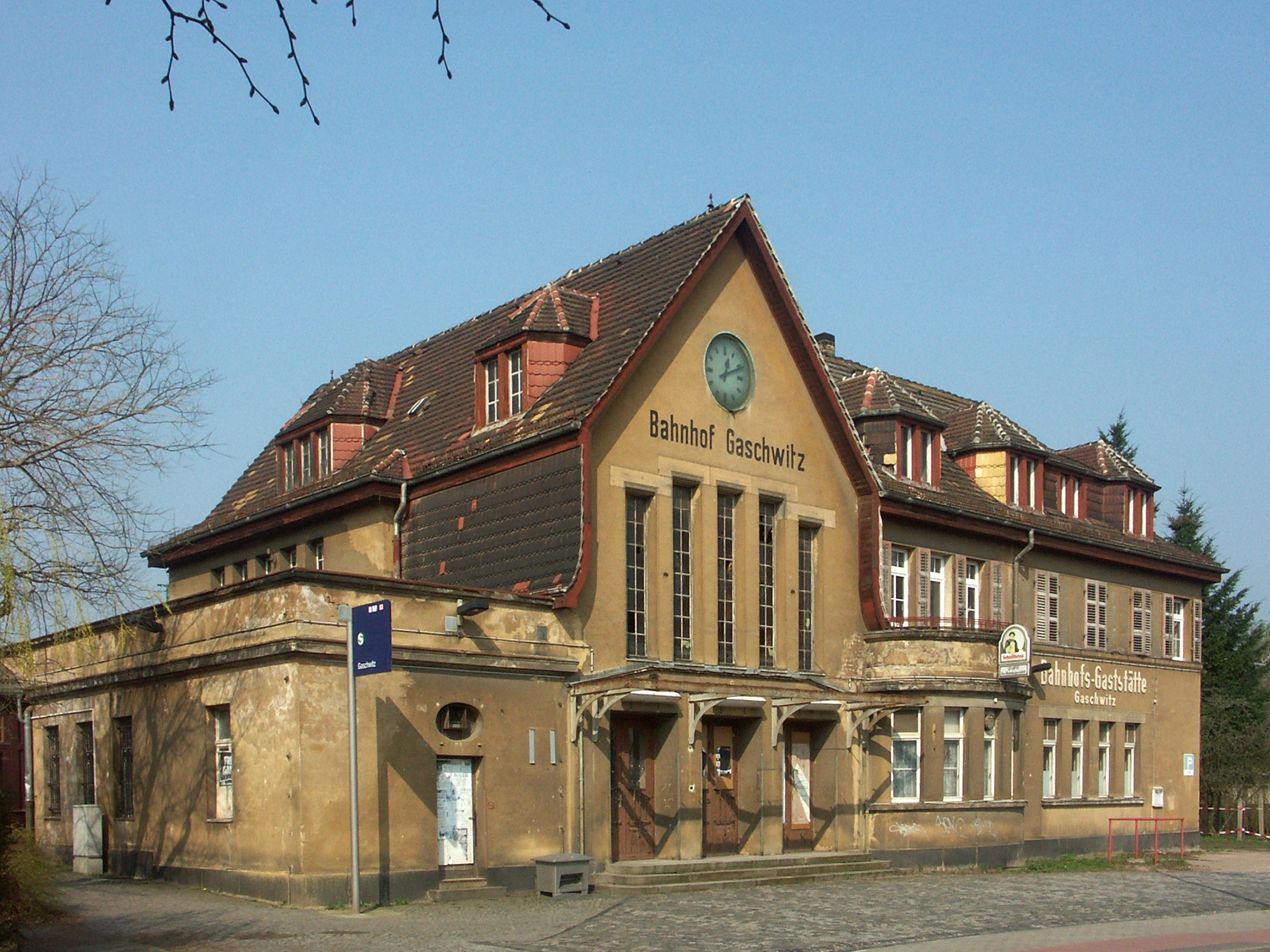
Station Gaschwitz
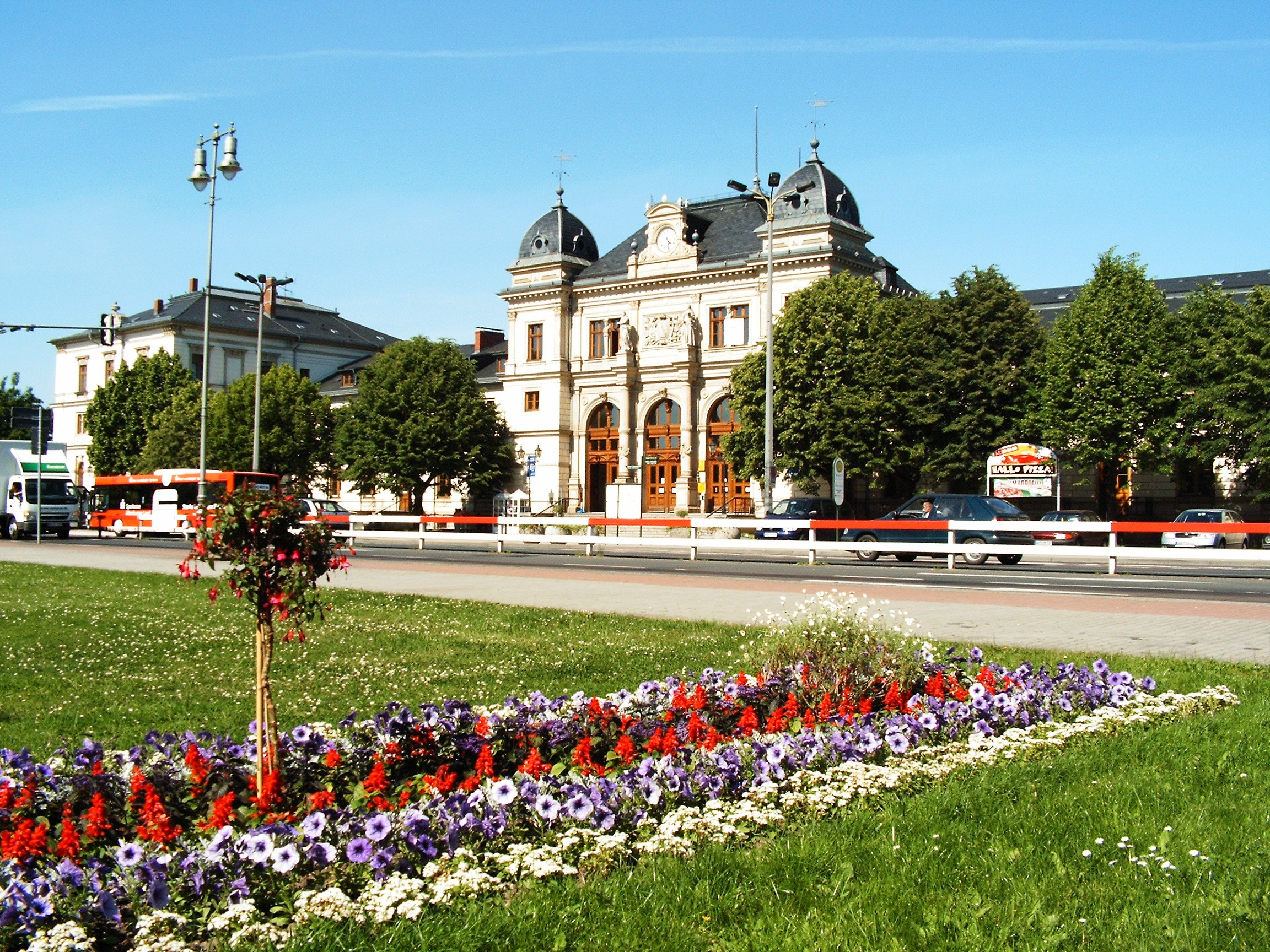
Station Altenburg
Göltzschtalbrücke
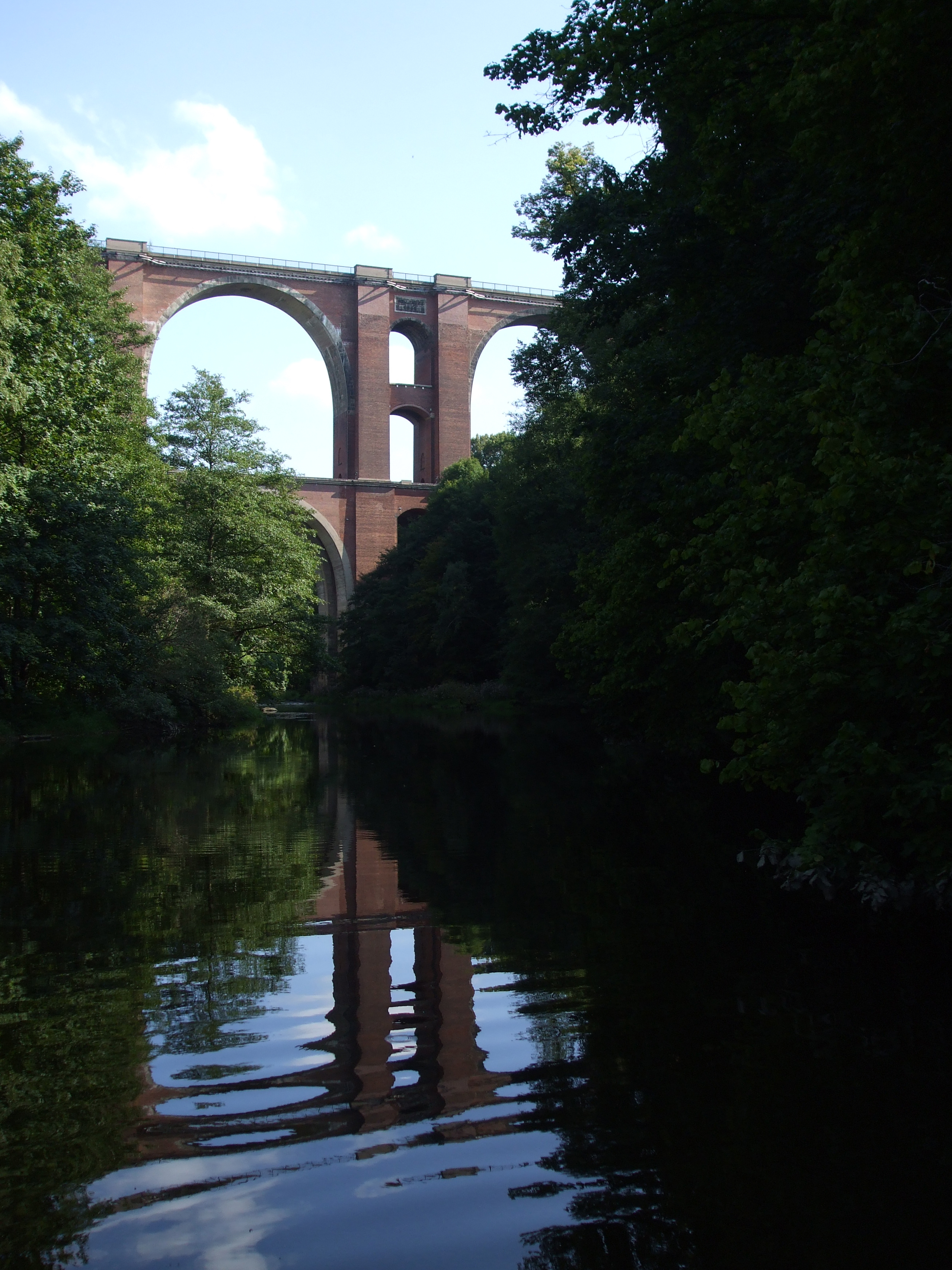
Elstertalbrücke
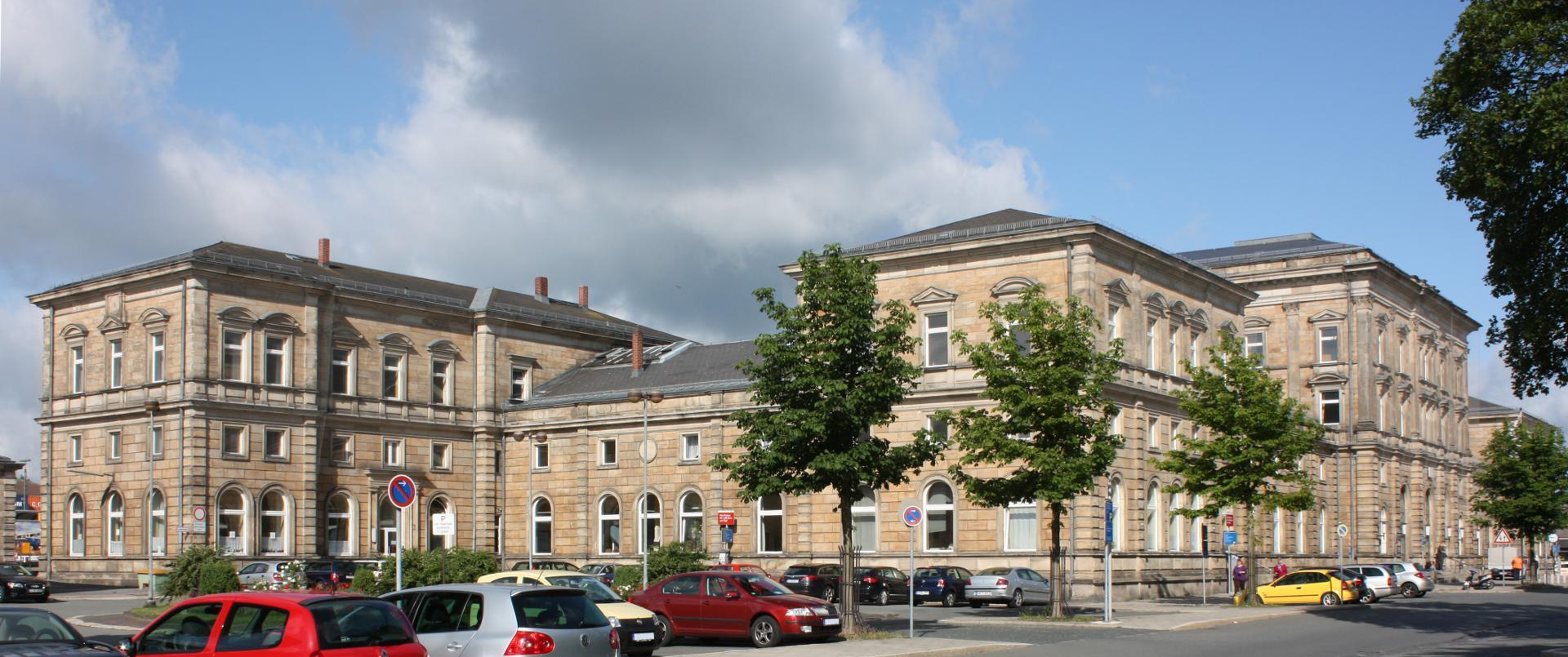
Hof Hauptbahnhof